# Daniel de la Vega
Daniel de la Vega (Quilpué, 30 de junho de 1892 — Santiago do Chile, 29 de julho de 1971) foi um poeta, dramaturgo, cronista e romancista chileno.

## Prêmios
Daniel de la Vega ganhou o Prêmio Nacional de Literatura do Chile em 1953.